# Rodolphe Ier de Bade-Bade
Pour les articles homonymes, voir Rodolphe Ier.
Rodolphe Ier de Bade-Bade (allemand: Rudolf I. von Baden) (né en 1230 - † 19 novembre 1288) fut co-margrave de Bade-Bade et de margrave titulaire de Vérone de 1243 à 1268 (avec Hermann VI de Bade-Bade, son frère, et avec Frédéric Ier de Bade-Bade, son neveu), puis unique margrave de Bade-Bade et de titulaire de Vérone de 1268 à 1288.

## Biographie
Fils de Hermann V de Bade-Bade et de Irmengarde du Rhin (* vers 1200 - † 1260). Rodolphe Ier de Bade-Bade appartint à la première branche de la Maison de Bade elle-même issue de la première branche de la maison de Zähringen.
La situation financière de la Maison d'Eberstein étant désastreuse le comte Othon d'Eberstein céda une partie du château d'Alt-Eberstein à son gendre, l'autre moitié lui fut vendue en 1283, ce château devint l'une des résidences des margraves de Bade. Rodolphe Ier de Bade-Bade est considéré comme un fondateur d'églises et de monastères. Vers 1250, il fit construire Katharinenchor dont les fresques devinrent célèbres. Rodolphe Ier de Bade-Bade repose dans le monastère de Lichtenthal.

## Union et postérité
Rodolphe Ier de Bade-Bade épousa, en 1257, Cunégonde d'Eberstein (* 1230 - † 1290, fille d'Othon d'Eberstein).
Huit enfants sont nés de cette union :
- Rodolphe II de Bade-Bade (* ? - † 1295), co-margrave de Bade-Bade de 1288 à 1295 ;
- Adélaïde (* ? - † 1295), elle entra dans les ordres et fut abbesse ;
- Cunégonde (* ? - † 1315), en 1293 elle épousa Rodolphe II de Wertheim (* ? - † 1306) ;
- Rodolphe III de Bade-Bade (* ? - † 1332), co-margrave de Bade-Bade de 1288 à 1332 ;
- Cunégonde (* 1265 - † 1310), en 1281 elle épousa le comte Frédéric VI de Zollern (* ? - † 1296, dynastie de Hohenzollern) ;
- Hermann VII de Bade-Bade (* 1266 - † 1291), co-margrave de Bade-Bade de 1288 à 1291 ;
- Hesso de Bade-Bade (* 1268 - † 1297), co-margrave de Bade-Bade de 1288 à 1297) ;
- Ermengarde (* 1270 - † 1320), en 1296 elle épousa le comte Eberhard Ier de Wurtemberg (* ? - † 1325).

## Sources
- Anthony Stokvis, Manuel d'histoire, de généalogie et de chronologie de tous les États du globe,depuis les temps les plus reculés jusqu'à nos jours, préf. H. F. Wijnman, Israël, 1966, Chapitre VIII. « Généalogie de la Maison de Bade, I. »  tableau généalogique no 105.
- Jiří Louda & Michael Maclagan, Les Dynasties d'Europe, Bordas, Paris 1981  (ISBN 2040128735) « Bade Aperçu général », Tableau 106 & p. 210.